# Kremerhaus

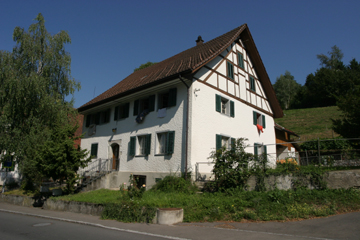
Kremerhus in Hitzkirch

Das Kremerhaus oder die alte Farb, wie es heute nicht mehr genannt wird, ist das älteste noch bewohnte Gebäude in Hitzkirch, Kanton Luzern. Es stammt aus dem 17. Jahrhundert (Baujahr 1604).

## Geschichte
Als in den Wirren der Reformation 1529–1542 die Deutschordenskommende zerstört wurde, überstand das Kremerhaus und diente der Kommende als Eigengewächswirtschaft und Krämerhaus. In diesem Gebäude wurde auch Farbe hergestellt. Mauervorsprünge im Inneren des Hauses deuten noch darauf hin. Bis 1896 ist bei jedem Besitzerwechsel auch immer von einer Farbeinrichtung die Rede.
Das heutige Kremerhaus besteht aus sehr dicken Grundmauern und hat im Keller und im Erdgeschoss Räume mit Tonnengewölben. Bemerkenswert sind die bei der letzten Aussenrenovation freigelegten Giebelfelder in Riegelbauart. 

## Hausspruch

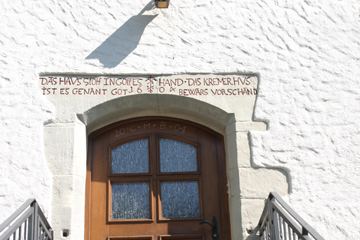
Hausspruch am Kremerhus

Der Hausspruch über dem stichbogenartigen Hauseingang mit Steinmetzzeichen gibt dem Haus ein besonderes Gepräge:
Das Haus stott in Gottes Hand
Das Kremerhus ist es genannt
Got bewars vor Schand
Koordinaten: 47° 13′ 22,08″ N, 8° 16′ 5,23″ O; CH1903: 662825 / 230540